# Aorta

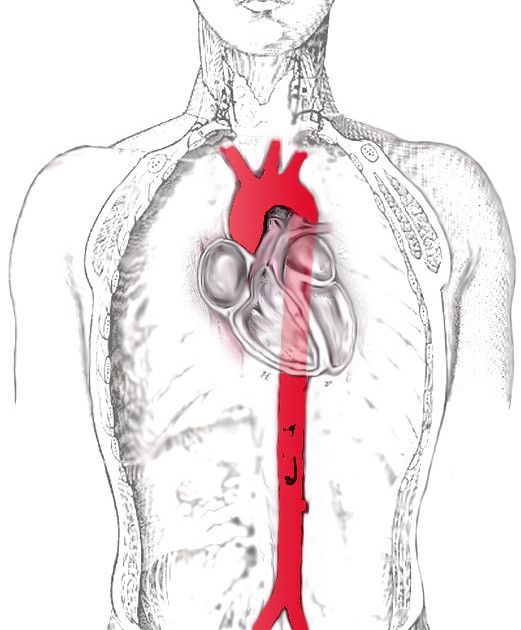
Hauptschlagader (Aorta),
schematische Darstellung

Die Aorta (altgriechisch ἀορτή aortē, von ἀείρω aeirō, deutsch ‚ich hebe empor, um zu tragen‘), auch Hauptschlagader oder große Körperschlagader, ist ein großes Blutgefäß, das an der Aortenöffnung (Ostium aortae) aus der linken Herzkammer entspringt. Sie leitet das Blut aus der linken Herzkammer (linker Ventrikel) in die Gefäße des großen Blutkreislaufs.
Die Aorta ist die größte Schlagader (Arterie) des Körpers. Beim erwachsenen Menschen hat sie in der Regel einen Durchmesser von etwa 2,5–3,5 cm und eine Länge von 30–40 cm. Sie hat die Form eines aufrechten Spazierstocks mit einem bogenförmigen Anfang und einem geraden Verlauf nach unten bis in den Beckenbereich.
Seit Februar 2024 wird die Aorta als eigenes menschliches Organ eingestuft.

## Geschichtliches
Hippokrates (460–um 370 v. Chr.) verstand unter der Aorta noch die Luftröhre mit den zwei Hauptbronchien, an denen die Lungen „hängen“. Aristoteles (384–322 v. Chr.) übertrug die Bezeichnung dann auf die große Körperschlagader.

## Abschnitte
In der Anatomie, Chirurgie und bei bildgebenden Verfahren unterscheidet man zur besseren Orientierung folgende Aortenabschnitte:
- Aufsteigende Aorta (Aorta ascendens), die von der linken Herzkammer aus nahezu senkrecht nach oben verläuft und von dieser durch die Aortenklappe getrennt ist. Sie liegt vollständig in der Herzbeutelhöhle und ist nur wenige Zentimeter lang. Der leicht bauchig erweiterte Anfangsteil der Aorta (Aortenbulbus oder Bulbus aortae) besteht aus den drei Sinus aortae (auch Sinus Valsalvae), die vom Schließungsrand des jeweiligen Aortenklappensegels und der Aortenwand begrenzt sind. Aus dem vorderen und linken Sinus entspringen unmittelbar am Herzen die Herzkranzgefäße (Arteriae coronariae) zur Versorgung des Herzmuskels. An der aufsteigenden Aorta befindet sich eine Umschlagstelle des Herzbeutels, die als Crista aortae ascendentis (Rindfleischfalte) bezeichnet wird.

Aortenbogen mit Abgängen, schematisch

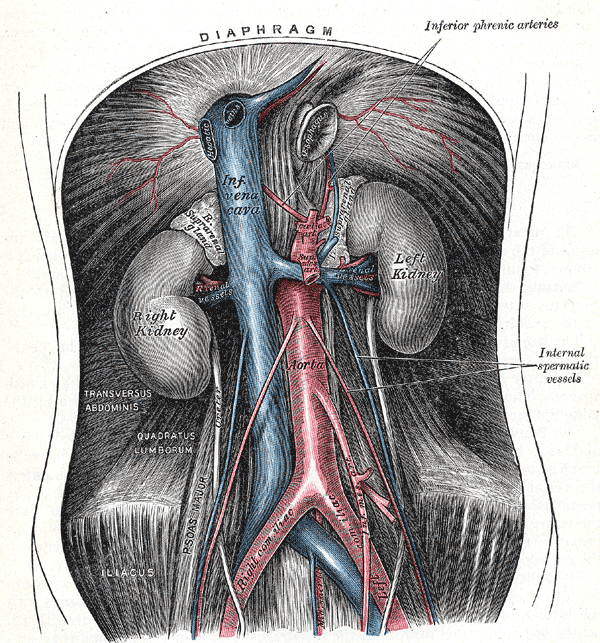
Die Aorta im Bauchraum mit Abgängen (rot)

- Aortenbogen (Arcus aortae) als Fortsetzung der senkrecht aufsteigenden Aorta. Aus dem Aortenbogen gehen unter anderem die Schlagadern zur Versorgung von Kopf und Armen ab. Die drei wichtigsten Abgänge des Aortenbogens sind der Truncus brachiocephalicus, die Arteria carotis communis sinistra und die Arteria subclavia sinistra.
- Absteigende Aorta (Aorta descendens), die bis in den Beckenraum zieht und sich dort in die beiden großen Beckenarterien aufteilt. Sie ist ca. 30 cm lang und wird noch einmal in Unterabschnitte aufgeteilt:
  - Brustaorta (Aorta thoracica), die vollständig im Brustraum liegt. Sie gibt Gefäße zum Herzbeutel, zu den Zwischenrippenräumen, zur Speiseröhre und zur Eigenversorgung des Lungengewebes ab (nicht zu verwechseln mit den Gefäßen, die zur Sauerstoffaufnahme durch die Lungen führen, diese stammen aus dem kleinen Blutkreislauf). Nach dem Durchtritt durch den Hiatus aorticus des Zwerchfells wird aus der Brustaorta auf der Höhe des zwölften Brustwirbels die
  - Bauchaorta (Aorta abdominalis), die sich anhand des Abgangs der beiden Nierenarterien (Arteriae renales) wiederum in zwei Segmente unterteilen lässt:
    - Bauchaorta oberhalb der Nierenarterien (Aorta abdominalis suprarenalis), die sofort nach Zwerchfelldurchtritt den Truncus coeliacus zur Versorgung von Magen, Milz, Zwölffingerdarm, Bauchspeicheldrüse und Leber abgibt. Ein weiterer Abgang (Arteria mesenterica superior) versorgt den Hauptteil des Darms und der übrigen Verdauungsorgane.
    - Bauchaorta unterhalb der Nierenarterien (Aorta abdominalis infrarenalis), aus der Gefäße für die unteren Darmabschnitte (Arteria mesenterica inferior), den Enddarm und einige Beckenorgane abgehen. Dieser Aortenabschnitt teilt sich schließlich auf Höhe des vierten Lendenwirbels im Becken in die beiden großen Beckenschlagadern (Arteriae iliacae communes) auf.

## Windkesselfunktion
Dank der Elastizität ihrer Gefäßwand fungiert die Aorta als Windkessel, welcher durch überwiegend radiales Nachgeben der Wand bei Druckanstieg aus dem in diskreten Schüben vom Herzen ankommenden Blutstrom durch rhythmische Volumensvergrößerung einen gleichmäßiger abfließenden Strom macht. Der Druck des Blutes wird dabei ständig durch Drucksensoren (so genannte Barorezeptoren) gemessen.

## Untersuchungsmöglichkeiten
- Palpation (Tastuntersuchung)
- Ultraschall
- Transösophageale Echokardiografie (TEE), bei der eine Ultraschallsonde geschluckt und die Untersuchung aus der direkt neben dem Herzen liegenden Speiseröhre vorgenommen wird
- Computertomografie (CT)
- Magnetresonanztomografie (MRT)
- Angiografie, bei der nach Gabe von Kontrastmittel Röntgenaufnahmen der Gefäße gemacht werden
- Röntgenbild des Brustraums
- Herzkatheteruntersuchung (Diagnostik und Intervention)

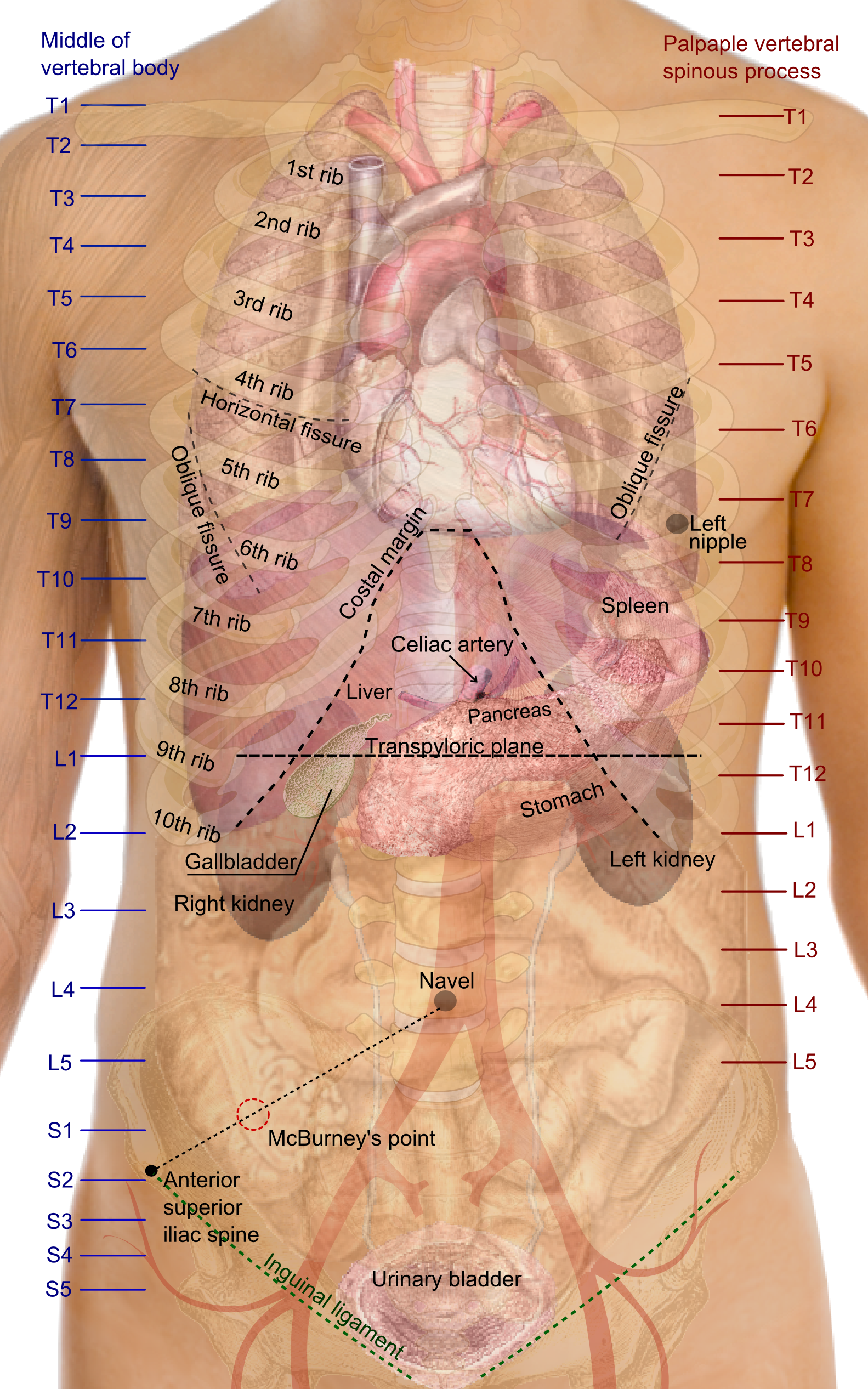
Projektion der großen Bauch- oder Abdominalgefäße auf die verschiedenen Organe. Ansicht von ventral

## Krankheiten der Aorta
- Aortenisthmusstenose
- Arteriosklerose (im Volksmund Gefäßverkalkung) der Aorta (Aortensklerose)
- Aortenaneurysma (Aussackung der Aortenwand aufgrund nachlassender Elastizität, tritt meist im Bereich der Bauchaorta auf)
- Aortendissektion (Lösung einzelner Gefäßwandschichten voneinander)
- Ruptur (vollständiger Riss in der Aortenwand, kommt am häufigsten bei Unfällen oder bei Aussackungen vor; sehr geringe Überlebenschance)
- Verschluss der Aorta (z. B. durch Thrombose, Tumoren im Bauchraum etc.)
- Marfan-Syndrom (Gendefekt, bei dem aufgrund von angeborenen Störungen der Bindegewebsbildung die Elastizität der Aortenwand herabgesetzt ist, was zu Aussackungen führen kann)
- Aortenbogen-Syndrom
- Aortopulmonale Kollaterale
- Zystische Medianekrose Erdheim-Gsell
- Syphilis der Aorta mit syphilitischer Aortitis (Mesaortitis luica, Aortitis syphilitica)
- Takayasu-Arteriitis (Autoimmunerkrankung)

## Typen der Bauchaortenstenose
Man unterscheidet folgende Typen der Bauchaortenstenose:
- Lokalisation suprarenal ohne Beteiligung der Viszeral- und Nierenarterien
- Bauchaortenstenose mit Beteiligung der Viszeral- und Nierenarterien; renovaskulärer Hypertonus
- Infrarenale Aortenstenose ohne Beteiligung der Beckenarterien
- Infrarenale Aortenstenose mit Beteiligung der Beckenarterien